# Longitarsus nigrocillus
Longitarsus nigrocillus es una especie de insecto coleóptero de la familia Chrysomelidae. Fue descrita científicamente en 1849 por Motschulsky.